# أنجليو سورماني
أنجليو سورماني (Angelo Benedicto Sormani ) ، ( (جاو) 3 يوليو 1939) ، لاعب كرة قدم إيطالي سابق.
لعب مع إيه سي ميلان خمسة موسما سجل خلالها 65 هدفا . فاز مع الميلان بكأس الكؤوس الأوروبية وكأس الأندية البطلة والدوري الإيطالي وكأس الإنتركونتيننتال مرة واحدة بينما كأس إيطاليا مرتين.

## وصلات خارجية
- أنجليو سورماني على موقع الاتحاد الدولي (مؤرشف)  (الإنجليزية)
- أنجليو سورماني على موقع الاتحاد الأوربي (الإنجليزية)
- أنجليو سورماني على موقع الاتحاد الأوربي (الإنجليزية)
- أنجليو سورماني على موقع قاعدة بيانات كرة القدم.إي يو (الإنجليزية)
- أنجليو سورماني على موقع ناشيونال فوتبول تيمز (الإنجليزية)
- أنجليو سورماني على موقع عالم كرة القدم.نت (الإنجليزية)